# رالف كودورث
رالف كودورث (حائز على زمالة الجمعية الملكية) (1617 - 26 يونيو 1688) رجل دين أنجليكاني إنجليزي، وعبراني مسيحي، وكلاسيكي، ولاهوتي، وفيلسوف، وشخصية بارزة بين أفلاطوني كامبريدج وأصبح أستاذ اللغة العبرية الحادي عشر في الأستاذية الملكية (1645–1688)، والرئيس السادس والعشرون في كلير هول (1645–1654)، والرئيس الرابع عشر في كلية المسيح (1654–1688). أحد المعارضين الرئيسيين لآراء هوبز السياسية والفلسفية، وأعظم أعماله النظام الفكري الحقيقي للكون (1678).

## سيرته المهنية

### التعليم
ولد رالف كودورث (الابن) ولد في ألير، سومرست، وعُمد (13 يوليو 1617)، وهو الابن الثاني والثالث من بين خمسة (ربما ستة) أطفال. بعد وفاة والده، رالف كودورث الأب (1624)، نجح القس الدكتور جون ستوتون (1593–1639)، (ابن توماس ستوتون من كوغيشال؛ وهو أيضًا زميل في كلية إيمانويل)، في منصب كاهن ألير، وتزوج الأرملة ماري (الاسم قبل الزواج ماشيل) كودورث (نحو 1582–1634). أولى الدكتور ستوتون اهتمامًا كبيرًا لتعليم أطفال زوجته، والذي وصفه رالف لاحقًا بأنه «نظام كالفيني». توضح الرسائل الموجهة إلى ستوتون من قبل الأخوين جيمس ورالف كودورث هذا الأمر بوضوح، وعندما التحق رالف بكلية إيمانويل، كامبريدج (1632)، اعتقد ستوتون أنه «مرتكز على التعلم المدرسي مثل أي صبي في عمره ذهب إلى الجامعة». عُين ستوتون راعيًا وواعظًا في سانت ماري ألدرمانبري، لندن (1632)، وغادرت العائلة ألير. تزوج الأخ الأكبر لرالف، جيمس كودورث، وهاجر إلى شيتوات، مستعمرة بليموث، إنجلترا الجديدة (1634). توفيت ماري ماشيل كودورث ستوتون في صيف عام 1634، وتزوج الدكتور ستوتون من ابنة جون براون من فرامبتون ودورتشستر.

### طالب يدفع رسومًا، ومتعلم، وزميل في كلية إيمانويل (1630–1645)
من خلفية عائلية متجذرة في الانفصالية المبكرة وطالب مجتهد، قُبل كودورث (ك طالب يدفع رسومًا) في كلية والده القديمة، كلية إيمانويل، كامبريدج (1630)، وحصل على شهادة جامعية (1632)، ونال (البكالوريوس (1635/1636)، والماجستير (1639)). بعد بعض الشكوك (التي أسرها لزوج والدته)، انتخِب زميلًا في إيمانويل (1639)، وأصبح مدرسًا ناجحًا، وألقى محاضرة ريدي (1641). نشر كتابًا بعنوان اتحاد المسيح والكنيسة، وفي ظل (1642)، وآخر بعنوان خطاب يتعلق بالمفهوم الحقيقي لعشاء الرب (1642)، إذ كانت قراءاته للمخطوطات القرائية (التي حفزتها الاجتماعات مع يوهان ستيفان ريتانجل) مؤثرة.

### أستاذ اللغة العبرية الحادي عشر في الأستاذية الملكية (1645–1688)، والرئيس السادس والعشرون في كلير هول (1645–1654)
بعد مراسلات مستمرة مع جون سلدن (الذي قدم له الأدب القرائي)، انتخِب (في سن 28) أستاذ اللغة العبرية الحادي عشر في الأستاذية الملكية (1645). في عام 1645، طرِد توماس باسكي من منصب رئيس كلير هول بسبب ولائه الأنجليكاني، واختير كودورث (على الرغم من عدم نضجه) خلفًا له، باعتباره الرئيس السادس والعشرون (لكنه لم يُقبل حتى عام 1650). بالمثل، عُين زميله اللاهوتي بنيامين ويتشكوت في منصب العميد التاسع عشر لكلية الملك في كامبريدج. حصل كودورث على درجة البكالوريوس في اللاهوت (1646)، وألقى خطبة أمام مجلس العموم في إنجلترا (رسالة يوحنا الأولى 2، 3-4)، والتي نُشرت لاحقًا مع خطاب إهداء إلى المجلس (1647). على الرغم من هذه الفروق وتقديمه من قبل كلية إيمانويل إلى إدارة شمال كادبوري، سومرست (3 أكتوبر 1650)، لكنه ظل فقيرًا نسبيًا. حصل على درجة دكتوراه في اللاهوت (1651)، وفي يناير 1651/1652، كتب عنه صديقه الدكتور جون ورثينغتون: «إذا اضطر، بسبب الحاجة إلى النفقة، إلى مغادرة كامبريدج، وهو المكان الذي حقق فيه إنجازًا بارزًا بما هو نبيل وأكاديمي نموذجي، سيكون ذلك نذير شؤم».

### الزواج (1654) والرئيس الرابع عشر في كلية المسيح (1654–1688)
على الرغم من تدهور حالته، انتخِب كودورث (29 أكتوبر 1654) وقُبل في (2 نوفمبر 1654) بصفته الرئيس الرابع عشر لكلية المسيح. تزامن تعيينه مع زواجه من داماريس (توفيت عام 1695)، ابنة ماثيو كرادوك من زوجته الأولى (توفي عام 1641)، المدير الأول لشركة خليج ماساتشوستس. علق ورثينغتون قائلًا: «بعد العديد من التقلبات، عاد الدكتور كودورث بفضل العناية الإلهية الصالحة إلى كامبريدج واستقر في كلية المسيح، وبزواجه أصبح أكثر استقرارًا وثباتًا».
في وصيته (1641)، قسّم ماثيو كرادوك ممتلكاته بجانب نهر ميستيك في ميدفورد، ماساتشوستس (التي لم يزرها من قبل، وأديرت نيابة عنه) إلى قسمين: ورِث أحدهما لابنته داماريس كرادوك (توفيت عام 1695) (زوجة رالف كودورث الابن فيما بعد)، وكان من المقرر أن تتمتع أرملته ريبيكا (خلال حياتها) بالقسم الآخر، وبعد ذلك يرثها شقيقه صموئيل كرادوك (1583-1653) وورثته الذكور. انقبل ابن صموئيل كرادوك، صموئيل كرادوك الابن (1621–1706)، في إيمانويل (1637)، ونال (البكالوريوس (1640–1641)، والماجستير (1644)، والدكتوراه في الطب (1651))، وأصبح فيما بعد زميلًا (1645–1656)، وتلميذ بنيامين ويتشكوت.
مهد زواج الأرملة ريبيكا كرادوك من زميل كودورث بنيامين ويتشكوت الطريق أمام الاتحاد بين كودورث وابنة زوجها داماريس (توفيت عام 1695)، مما عزز الروابط بين العالمين من خلال الرابطة العائلية. تزوجت داماريس لأول مرة (1642) من توماس أندروز الابن (توفي عام 1653) من لندن وفيلثام، ابن السير توماس أندروز (توفي عام 1659)، (اللورد عمدة لندن، 1649، 1651–1652)، وأنجبا العديد من الأطفال. شاركت عائلة أندروز أيضًا في مشروع ماساتشوستس، ودعمت بقوة القضايا التطهيرية.

### الكومنولث والاسترداد
برز كودورث كشخصية مركزية بين تلك الدائرة من اللاهوتيين والفلاسفة المعروفين باسم أفلاطونيي كامبريدج، الذين كانوا (بشكل أو بآخر) متعاطفين مع الكومنولث: خلال أواخر خمسينيات القرن السادس عشر، استشار جون ثورلو، سكرتير أوليفر كرومويل في مجلس الدولة، فيما يتعلق بمختلف الأمور الجامعية والحكومية. خلال عام 1657، قدم كودورث المشورة للجنة الفرعية لبولسترود وايتلوك التابعة «للجنة الكبرى للدين» البرلمانية بشأن دقة طبعات الكتاب المقدس الإنجليزي. عُين كودورث نائبًا لغريت ويلبرهم، وكاهنًا لتفت، ولأبرشية إيلي في كامبريدجشير (1656)، لكنه تخلى عن هذه المعيشة (1661 و1662، على التوالي) عندما قدمه الدكتور غيلبرت شيلدون، أسقف لندن، إلى بيت القسيس في هارتفوردشير، أشويل (1 ديسمبر 1662).
نظرًا لتعاون كودورث الوثيق مع شخصيات بارزة في نظام أوليفر كرومويل (مثل جون ثورلو)، فقد استمر تحدي كودورث كونه رئيسًا للمسيح في عملية الاستعادة، لكنه احتفظ في النهاية بهذا المنصب حتى وفاته. يُعتقد أنه وعائلته أقاموا في مساكن خاصة في «المنزل القديم» (الذي يقع بين شارع هوبسون وكنيسة الكلية)، وأجريت تحسينات مختلفة على غرف الكلية في عصره. انتخِب زميلًا للجمعية الملكية عام 1662.

### في أواخر حياته
في عام 1665، كاد كودورث أن يتشاجر مع زميله الأفلاطوني هنري مور، بسبب تكوين الأخير لعمل أخلاقي فقد خشي كودورث أن يتعارض مع أطروحته التي طال انتظارها حول الموضوع نفسه. لتجنب أي صعوبات، نشر مور كتابه دليل الأخلاق (1666–1669) باللغة اللاتينية، ومع ذلك، لم تنشر أطروحة كودورث المخطط لها أبدًا. صُمم عمله المهيب، النظام الفكري الحقيقي للكون (1678)، في ثلاثة أجزاء اكتمل الأول منها فقط، وكتب: «لا يوجد سبب يدعو إلى اعتبار هذا المجلد ناقصًا وغير كامل، لأنه لا يعبر عن الأشياء الثلاثة التي صممناها في البداية: إنه يحتوي على كل ما ينتمي إلى عنوانه وموضوعه الخاص، وكونه في هذا الصدد لا قطعة، بل قطعة كاملة».